# Provincie Rieti
Rieti (Provincia di Rieti) je provincie v oblasti Lazio. Sousedí na západě s provinciemi Viterbo a Roma, na severu s umbrijskými provinciemi Perugia a Terni, na východě s provinciemi Ascoli Piceno, L'Aquila a Teramo.

## Okolní provincie
| Růžice kompasu | Terni   | Perugia         | Ascoli Piceno | Růžice kompasu |
| Růžice kompasu | Viterbo | Sever           | Teramo        | Růžice kompasu |
| Růžice kompasu | Viterbo | Provincie Rieti | Teramo        | Růžice kompasu |
| Růžice kompasu | Viterbo | Jih             | Teramo        | Růžice kompasu |
| Růžice kompasu | Roma    |                 | L'Aquila      | Růžice kompasu |

## Obce podle velikosti
| Město / Obec        | Počet obyvatel |
| ------------------- | -------------- |
| Rieti               | 45 557         |
| Fara in Sabina      | 13 848         |
| Cittaducale         | 6 447          |
| Poggio Mirteto      | 6 145          |
| Borgorose           | 4 247          |
| Montopoli di Sabina | 4 103          |
| Magliano Sabina     | 3 483          |
| Contigliano         | 3 689          |
| Scandriglia         | 3 232          |
| Forano              | 3 078          |

Pramen: ISTAT 2022